# Берже, Аврора
Аврора Берже (фр. Aurore Bergé; род. 13 ноября 1986, Париж) — французский политик, лидер парламентской фракции партии «Возрождение» (2022—2023). Министр солидарности и семьи (2023).

## Биография
Родилась 13 ноября 1986 года в Париже, в актёрской семье Алена Берже, известного под псевдонимом Ален Дорваль, и Доминики Дюмон (родители занимались в основном дубляжом). Окончила школу в Версале, а в 2009 году — Институт политических исследований (Париж). Ещё студенткой в 2006—2007 годах работала помощницей евродепутата Розлин Башло, начала карьеру в агентстве по связям с общественностью Agence Publics.
В 16-летнем возрасте вступила в Союз за народное движение, в 2013 году вошла в его политический совет. В 2017 году присоединилась к команде Эмманюэля Макрона и была избрана в Национальное собрание от президентской партии «Вперёд, Республика!» (победила во втором туре парламентских выборов в 10-м округе департамента Ивелин представителя правой коалиции Жана-Фредерика Пуассона с результатом 64 %). В 2020 году стала заместителем председателя парламентской фракции.
В 2022 году очередные парламентские выборы принесли Авроре Берже новый успех в прежнем избирательном округе — во втором туре она взяла верх над кандидатом левой коалиции NUPES Седриком Бриоле (Cédric Briolais) с результатом 63,27 %.
22 июня 2022 года избрана лидером фракции в Национальном собрании.
20 июля 2023 года получила портфель министра солидарности и семьи во втором правительстве Элизабет Борн.
11 января 2024 года назначена министром-делегатом при премьер-министре в правительстве Атталя и занималась проблемами равенства между женщинами и мужчинами, а также борьбой с дискриминацией.
21 сентября 2024 года сформировано правительство Барнье, в котором Берже не получила никакого назначения.
23 декабря 2024 года при формировании правительства Байру назначена министром-делегатом при премьер-министре по вопросам равноправия между женщинами и мужчинами и по борьбе с дискриминацией.

## Личная жизнь
С 2009 по 2013 год была замужем за политиком Николя Бэ.